# Filofax
Filofax — компания, базирующаяся в Великобритании, которая производит целый ряд известных персональных блокнотов-органайзеров. Органайзеры традиционно в кожаной обложке и имеют шесть разъёмных колец для крепления вставных листов..Дизайн был разработан в Lefax, американской компании из Филадельфии, которая экспортировала продукцию в Великобританию. Компания также продаёт широкий ассортимент товаров из кожи и чемоданы под брендом «Filofax».
Органайзеры Filofax доступны в более чем пятнадцати странах и бывают следующих форматов: A4, A5, Slimline, Personal, Pocket, Mini, Compact и Pocket Slimline.
Название происходит от сокращения фразы «файл фактов». Это название для продукта было придумано, в 1921 году, когда британская компания была основана. Популярность персонального органайзера Filofax чрезвычайно возросла в начале 1980-х годов благодаря его связи с культурой яппи, в среде которых он считался обязательным аксессуаром, ещё до появления электронных органайзеров.
Компания была известна как под названием Norman & Hill до середины 1980-х годов, когда была переименована по названию своего самого популярного продукта. Большую часть своей истории компания базировалась в Саут-Вудфорде, в Восточном Лондоне. В начале 1980-х офис был перенесён в Баркингсайд, графство Эссекс. Она была куплена Дэвидом Коллишоном. В начале 1990-х годов Коллишон переместил офисы компании обратно в Лондон и заключил договор на складские работы с компанией Crick в Нортгемптоншире.
Среди известных поклонников линейки Filofax: Лорд Личфилд, Дайан Китон, Вуди Аллен и Лен Дейтон.
Компания Filofax является частью британской группы Letts. В 2006 году Phoenix Equity Partners повторно выкупила компанию. Сделка обеспечила выход частной инвестиционной компании Dunedin Capital Partners. В 2012 году компания была приобретена HSGP Investments.